# Vespa conica
Vespa conica är en getingart som beskrevs av Fabricius 1775. Vespa conica ingår i släktet bålgetingar, och familjen getingar. Inga underarter finns listade i Catalogue of Life.